# Orsière
Le ru de l'Orsière est un petit cours d'eau français coulant dans l'ouest du département de l'Yonne, en Puisaye, en Bourgogne-Franche-Comté.
De nos jours il n'est l'affluent d'aucune rivière car il se perd dans une zone de dolines sur la commune de Tannerre-en-Puisaye.

## Parcours
L'Orsière prend naissance 200 m à l'est du hameau des Grands Prôts sur la commune de Fontaines à l'ouest du bourg. Se dirigeant vers le nord-ouest, après 1,8 km il rejoint la limite de communes entre Fontaines et Mézilles, qu'il suit sur 2,4 km tout en restant sur le territoire de Fontaines. Durant ce trajet il passe sur le côté ouest du hameau l'Orcière (avec un 'c') avant de traverser la D965 de Mézilles à Toucy. 

Près du hameau des Basses Vôlées il reçoit en rive droite un petit ru venant du bois de l'Étang immédiatement avant de passer sur la commune de Dracy – ce petit ru sert quant à lui de limite de communes entre Fontaines et Dracy.
Sur le territoire de Dracy, l'Orsière marque la limite de communes entre Dracy et Mézilles sur 3,3 km, traversant au passage l'étang de la Gouille, le gué Perreux puis l'étang du Pré Frêlon et celui de la Bruyère, ce dernier contigu à la commune de Tannerre-en-Puisaye.
À sa sortie de l'étang de la Bruyère, l'Orsière passe donc sur le territoire de Tannerre où il parcourt ses derniers 550 m avant de disparaître complètement dans les dolines du lieu-dit les Entonnoirs.

### L'Orsière, les Usages et l'Ouanne
Ces dolines s'étendent sur environ 300 m, certaines d'entre elles formant de petites cavernes. Dans les années 1980 le spéléo-club de Chablis a tenté de dégager quelques-uns de ces entonnoirs, et a mentionné en 1983 la possibilité d'une relation entre l'Orsière et la rivière souterraine des Usages, dont l'extrémité sud (côté amont) connue se trouve à 1 000 m au nord-ouest de la fin de l'Orsière à l'extrémité ouest de la zone d'entonnoirs. La rivière souterraine des Usages suit un axe sud/nord, et à environ 5 000 m au nord, entre Villiers-Saint-Benoît et Grandchamp se trouvent des sources alimentant l'Ouanne. Or les habitants de la région ont indiqué que des bottes de foin tombées dans les entonnoirs de l'Orsière seraient ressorties dans ces sources.

### Écoulement passé
Témoin d'un écoulement durable dans le passé, le relief au lieu-dit les Entonnoirs est marqué par un coteau de l'Orsière en rive gauche de 15 m de hauteur. Ce coteau se prolonge vers l'ouest sur 1,9 km puis vers le nord-ouest sur environ 3 km avant de rejoindre la source du ru de Louesme, un affluent en rive gauche du Branlin, à l'étang du lieu-dit les Étangs Neufs dans le nord de la commune de Tannerre.

## Communes traversées
Fontaines ~ Dracy ~ Tannerre-en-Puisaye